# Les Astres FC
Les Astres FC de Douala w skrócie Les Astres FC – kameruński klub piłkarski grający w kameruńskiej pierwszej lidze, mający siedzibę w mieście Duala.

## Sukcesy
- Première Division[1]:
  - wicemistrzostwo (3): 2009/2010, 2010/2011, 2013

- Puchar Kamerunu[2]:
  - finalista (3): 2007, 2009, 2010

## Występy w afrykańskich pucharach
| Sezon | Rozgrywki           | Runda    | Kraj                          | Klub                         | Dom | Wyjazd | Dwumecz                 |
| ----- | ------------------- | -------- | ----------------------------- | ---------------------------- | --- | ------ | ----------------------- |
| 2006  | Puchar Konfederacji | wstępna  | Republika Środkowoafrykańska  | TP USCA Bangui               | 2–0 | 3–1    | 5–1                     |
| 2006  | Puchar Konfederacji | 1        | Angola                        | Atlético Petróleos de Luanda | 1–2 | 2–2    | 3–4                     |
| 2007  | Puchar Konfederacji | wstępna  | Kongo                         | JS Talangaï                  | 1–0 | 2–0    | 3–0                     |
| 2007  | Puchar Konfederacji | 1        | Ghana                         | Tema Youth FC                | –   | –      | walkower dla Les Astres |
| 2007  | Puchar Konfederacji | 2        | Angola                        | Sport Luanda e Benfica       | 1–1 | 0–3    | 1–4                     |
| 2007  | Puchar Konfederacji | play-off | Kongo                         | Étoile du Congo              | 2–0 | 1–2    | 3–2                     |
| 2007  | Puchar Konfederacji | gr. A    | Tunezja                       | Club Sportif Sfaxien         | 1–1 | 0–3    | 1–4                     |
| 2007  | Puchar Konfederacji | gr. A    | Demokratyczna Republika Konga | TP Mazembe                   | 1–2 | 1–2    | 2–4                     |
| 2007  | Puchar Konfederacji | gr. A    | Południowa Afryka             | Mamelodi Sundowns FC         | 1–0 | 1–2    | 3–3                     |
| 2008  | Puchar Konfederacji | 1        | Demokratyczna Republika Konga | AS Maniema Union             | 2–0 | 0–0    | 2–0                     |
| 2008  | Puchar Konfederacji | 2        | Angola                        | AS Vita Club                 | 0–0 | 1–1    | 1–1                     |
| 2008  | Puchar Konfederacji | play-off | Algieria                      | JS Kabylie                   | 0–1 | 1–1    | 1–2                     |
| 2011  | Liga Mistrzów       | wstępna  | Gabon                         | US Bitam                     | 0–0 | 0–0    | 0–0 (k. 3–5)            |
| 2012  | Liga Mistrzów       | wstępna  | Republika Środkowoafrykańska  | DFC 8ème Arrondissement      | 2–1 | 0–1    | 2–2                     |
| 2014  | Liga Mistrzów       | wstępna  | Gwinea Równikowa              | Akonangui FC                 | 3–0 | 1–0    | 4–0                     |
| 2014  | Liga Mistrzów       | 1        | Demokratyczna Republika Konga | TP Mazembe                   | 1–1 | 0–3    | 1–4                     |

## Stadion
Domowe mecze klub rozgrywa na stadionie o nazwie Stade de la Réunification w Duali. Stadion może pomieścić 30000 widzów.

## Reprezentanci kraju grający w klubie
Stan na styczeń 2023.
| - Jean Patrick Abouna - Kostka Atanga Effa - Richard Bassama - Valentin Batto - Paul Bebey - Valentin Biloa - Clarence Bitang - Julien Ebah - Ebondé Ebongué - Francky Essombo - Raymond Fosso - Gérôme Heutchou - Haschou Kerrido - Ernest Mabouka - Kombi Mandjang - Joseph Julien Momasso - Rostand Moukap - Nesmen Ndemen - Brillant Nformi - Fabrice Ngah | - Alex Nganou - Armel Ngondji - Patrick Ngoula - Marius Noubissi - Hugo Nyamé - Lucien Owona - Bertrand Owundi - Gérémi Sagong - Abed Tembeng - Parfait Tchoubia - Thierry Tchuenté - Alphonse Tientcheu - Maxime Maitara - Narcisse Ekanga - Francis Duclair Mbome - Valéry Tenfa - Gervais Kago - Boris Sandjo - Yacob Youmbi |